# Marvel Animation
Marvel Animation, Inc — американская анимационная студия, основанная 25 января 2008 года в качестве дочерней компании Marvel Studios. С 2010 года находилась под руководством Marvel Television. Ныне снова является дочерней студией Marvel Studios.

## Предыстория
Marvel Comics впервые появилась в сфере мультипликации в 1966 году, продав лицензию на использования персонажей, анимационной студии Grantray-Lawrence Animation для мультсериала «Супергерои», в которую входили такие персонажи как «Железный человек», «Халк», «Капитан Америка», «Тор» и «Нэмор».
В 1980 году Cadence Industries приобрела компанию DePatie-Freleng для сформирования Marvel Productions. 2 декабря 1986 года была создана компания Marvel Entertainment Group, включавшая в себя Marvel Comics и Marvel Productions. В 1989 году она была продана корпорации Andrews Group, при этом сделка не включала Marvel Productions, которая в ноябре 1993 года была преобразована в New World Animation.
В 1993 году Marvel Entertainment Group основала подразделение Marvel Films под руководством Ави Арада, которое в 1994 году выпустило свой единственный мультсериал «Человек-паук».
В августе 1996 года Marvel Entertainment Group приняла решение о включении Marvel Films в состав Marvel Studios.

## История
В 2004 году Marvel Entertainment, заключила сделку с Lions Gate Entertainment на производство серии восьми анимационных фильмов совместно с Marvel Studios, получивших общее название «Marvel Animated Features». Эрик Роллман, продюсер мультсериала «Люди Икс», был нанят Marvel Entertainment в качестве исполнительного вице-президента по домашним развлечениям и производству телевизионных программ Marvel Studios, чтобы курировать сделку с Lionsgate.
Marvel Animation была зарегистрирована в январе 2008 года, для укрепления своего влияния на рынке анимации и домашних развлечений, а также для улучшения партнёрства с Lionsgate и Nickelodeon. В апреле 2008 года Marvel Entertainment назначила Эрика Роллмана президентом компании.
31 декабря 2009 года The Walt Disney Company приобрела Marvel Animation совместно с материнской компанией Marvel Studios в составе Marvel Entertainment за 4 миллиарда долларов. Marvel и Disney заявили, что слияние не повлияет на ранее существовавшую сделку с Lionsgate или с другими компаниями, несмотря на то, что Disney сообщила, что рассмотрит возможность распространения будущих проектов Marvel Animation своими собственными студиями после истечения срока текущих сделок. С созданием в июне 2010 года подразделения Marvel Television в составе Marvel Studios, Marvel Animation стала работать под руководством Marvel Television. В июле 2010 года Marvel вступила в партнёрство с Madhouse и Sony Pictures Entertainment Japan для разработки и производства проекта Marvel Anime, в котором были задействованы знаменитые персонажи Marvel и вновь представлены японской аудитории в четырёх 12-серийных телевизионных сериалах, которые транслировались в телесети Animax в Японии и G4 в США.

## Фильмография

### Анимационные сериалы
| Год        | Название                              | Кинокомпания                                                                                                | Дистрибьютор                   | Телеканал(ы)                                      |
| ---------- | ------------------------------------- | --- | ------------------------------ | ------------------------------------------------- |
| 2009       | Росомаха и Люди Икс                   | Toonz First Serve (Toonz Animation India & First Serve International), Marvel Studios, Marvel Entertainment | Lionsgate Television           | CBBC, Nicktoons                                   |
| 2009-2012  | Железный человек: Приключения в броне | Method Films, Luxanimation, Fabrique D’Images, Onyx Lux, Marvel Animation, Marvel Entertainment             | PGS Entertainment              | Nicktoons                                         |
| 2009-2011  | Супергеройский отряд                  | Film Roman, Ingenious Media, Marvel Animation                                                               | Marvel Entertainment           | Cartoon Network                                   |
| 2010-2013  | Мстители. Величайшие герои Земли      | Film Roman, Ingenious Media, Marvel Animation                                                               | Disney-ABC Domestic Television | Disney XD                                         |
| 2012-2017  | Совершенный Человек-паук              | Film Roman, Ingenious Media, Marvel Animation                                                               | Disney-ABC Domestic Television | Disney XD                                         |
| 2013-2019  | Мстители, общий сбор!                 | Marvel Animation                                                                                            | Disney-ABC Domestic Television | Disney XD                                         |
| 2013-2015  | Халк и агенты У.Д.А.Р.                | Film Roman, Marvel Animation                                                                                | Disney-ABC Domestic Television | Disney XD                                         |
| 2015-2019  | Стражи Галактики                      | Marvel Animation                                                                                            | Disney-ABC Domestic Television | Disney XD                                         |
| 2017       | Ракета и Грут                         | Marvel Animation                                                                                            | Disney-ABC Domestic Television | Disney XD                                         |
| 2017       | Человек-муравей                       | Marvel Animation                                                                                            | Disney-ABC Domestic Television | Disney XD                                         |
| 2017-н. в. | Человек-паук                          | Marvel Animation                                                                                            | Disney-ABC Domestic Television | Disney XD                                         |
| 2017-2019  | Приключение супергероев               | Marvel Animation, Atomic Cartoons                                                                           | Disney-ABC Domestic Television | Disney Channel, Disney Junior, YouTube, DisneyNOW |
| 2020       | Лунная девочка и Дьявол динозавр      | Cinema Gypsy Productions, Titmouse, Inc., Disney Television Animation                                       |                                | Disney Channel                                    |
| 2021       | M.O.D.O.K                             | Marvel Studios, Marvel Television, Marvel Animation, Stoopid Buddy Stoodios                                 |                                | Hulu                                              |
| 2021       | Хит-Манки                             | Marvel Studios, Marvel Television, Marvel Animation                                                         |                                | Hulu                                              |

### Marvel Anime
| Год  | Название         | Кинокомпания | Дистрибьютор         | Телеканал(ы) |
| ---- | ---------------- | ------------ | -------------------- | ------------ |
| 2010 | Железный человек | Madhouse     | Marvel Entertainment | Animax G4    |
| 2011 | Росомаха         | Madhouse     | Marvel Entertainment | Animax G4    |
| 2011 | Люди Икс         | Madhouse     | Marvel Entertainment | Animax G4    |
| 2011 | Блэйд            | Madhouse     | Marvel Entertainment | Animax G4    |

### Полнометражные мультфильмы
| Год  | Название                              | Кинокомпания                    | Дистрибьютор | Прим.  |
| ---- | ------------------------------------- | ------------------------------- | ------------ | ------ |
| 2006 | Ultimate Мстители                     | Marvel Studios, MLG Productions | Lionsgate    | [ 20 ] |
| 2006 | Ultimate Мстители 2                   | Marvel Studios, MLG Productions | Lionsgate    | [ 21 ] |
| 2007 | Доктор Стрэндж                        | Marvel Studios, MLG Productions | Lionsgate    | [ 22 ] |
| 2007 | Несокрушимый Железный человек         | Marvel Studios, MLG Productions | Lionsgate    | [ 23 ] |
| 2008 | Новые Мстители: Герои завтрашнего дня | Marvel Animation                | Lionsgate    | [ 24 ] |
| 2009 | Халк против                           | Marvel Animation                | Lionsgate    | [ 25 ] |
| 2010 | Планета Халка                         | Marvel Animation                | Lionsgate    | [ 26 ] |
| 2011 | Тор: Сказания Асгарда                 | Marvel Animation                | Lionsgate    | [ 27 ] |